# Ota Benga
Ota Benga (Foresta pluviale dell'Ituri, 1883 – Lynchburg, 20 marzo 1916) è stato uno schiavo Mbuti (pigmeo del Congo), noto per essere stato presentato in una mostra alla Louisiana Purchase Exposition a St. Louis nel 1904, e in una mostra in uno zoo umano nel 1906 allo zoo del Bronx.
Una sua particolarità erano i denti affilati artificialmente.
Benga era stato acquistato dai mercanti di schiavi africani dal missionario Samuel Phillips Verner, un uomo d'affari alla ricerca di africani per la mostra, che lo portò negli Stati Uniti. Tempo dopo, Benga venne autorizzato a passeggiare per i luoghi dello zoo stesso, prima e dopo essere stato esposto nella Monkey House dello zoo. Fatta eccezione per una breve visita con Verner in Africa dopo la chiusura della Fiera di St. Louis, Benga visse negli Stati Uniti, soprattutto in Virginia, per il resto della sua vita.
I giornali afroamericani di tutta la nazione pubblicarono editoriali fortemente contrari al trattamento di Benga. Robert Stuart MacArthur, portavoce di una delegazione di chiese nere, presentò una petizione al sindaco di New York George B. McClellan Jr. per il suo rilascio dallo zoo del Bronx. Alla fine del 1906, il sindaco rilasciava Benga alla custodia di James M. Gordon, supervisore dell'Howard Coloured Orphan Asylum di Brooklyn.
Nel 1910, Gordon fece in modo che Benga fosse assistito a Lynchburg, in Virginia, dove lo finanziò per acquistare abiti americani e per farsi tappare i denti affilati. Ciò avrebbe consentito a Benga di essere accettato più prontamente nella società locale. Benga fu istruito nella lingua inglese e iniziò a lavorare in una fabbrica di tabacco locale.
Tentò di tornare in Africa, ma lo scoppio della prima guerra mondiale nel 1914 interruppe tutti i viaggi delle navi passeggeri. Benga cadde in depressione. Si suicidò nel 1916.